# Johan Hansen
Johan Byrial Hansen (Horsens, 18 settembre 1975) è un ex calciatore faroese, di ruolo difensore.